# Who Me
Who Me (en ocasiones estilizado como Who? Me?, en español: ¿Quién? ¿Yo?) fue un arma química clasificada, sulfurosa y no letal desarrollada por la Office of Strategic Services durante la Segunda Guerra Mundial, para ser utilizada por la Resistencia francesa contra oficiales alemanes. Who Me era una bomba apestosa y maloliente que olía fuertemente a materia fecal y se entregaba en atomizadores de bolsillo destinados a ser rociados discretamente sobre un oficial alemán, humillándolo y, por extensión, desmoralizando a las fuerzas de ocupación alemanas.
Sin embargo, el experimento duró muy poco. Who Me tenía una alta concentración de compuestos de azufre extremadamente volátiles que eran muy difíciles de controlar: la mayoría de las veces, la persona que rociaba también terminaba oliendo tan mal como el objetivo. Después de sólo dos semanas, se concluyó que Who Me fue un fracaso.